# Clinohelea damascenoi
Clinohelea damascenoi är en tvåvingeart som beskrevs av Lane och Duret 1954. Clinohelea damascenoi ingår i släktet Clinohelea och familjen svidknott. Inga underarter finns listade i Catalogue of Life.